# Moonlight (album)
Pour les articles homonymes, voir Moonlight.
Albums de L'Algérino
International
(2018)
Singles
1. Il est où ?
Sortie : 21 mars 2019
2. Mention Max
Sortie : 5 juillet 2019
3. Les princes de la nuit (feat. Sofiane)
Sortie : 22 novembre 2019
4. La vida (feat. Soprano)
Sortie : 17 avril 2020
5. Moula Max (feat. Heuss l'Enfoiré)
Sortie : 1er juillet 2020
6. Moona (feat. Tayna)
Sortie : 15 janvier 2021
7. Sapapaya (feat. SCH & Jul)
Sortie : 14 mai 2021

Moonlight est le neuvième album studio du rappeur et chanteur franco-algérien L'Algérino sorti le 18 juin 2021.

## Liste des pistes
| No  | Titre                              | Auteur                | Compositeur(s)               | Durée |
| --- | ---------------------------------- | --------------------- | ---------------------------- | ----- |
| 1.  | Moonlight                          | L'Algérino            | Skalpovich, Fleetzy, Aito    | 4:13  |
| 2.  | Sapapaya (feat. SCH & Jul)         | L'Algérino, SCH, Jul  | Skalpovich                   | 3:35  |
| 3.  | La Boca (feat. Tayna)              | L'Algérino, Tayna     | Kore, Aurélien Mazin, NASKID | 2:58  |
| 4.  | ALG 63                             | L'Algérino            | Noxious, Dib                 | 2:56  |
| 5.  | Excuse My French (feat. Franglish) | L'Algérino, Franglish | MKL                          | 3:11  |
| 6.  | Tout ce qu'il fallait...           | L'Algérino            | RJacks & Masta               | 3:28  |
| 7.  | On va où (feat. Jul)               | L'Algérino, Jul       | Zak Cosmos, Noxious          | 2:53  |
| 8.  | Number One (feat. Naza)            | L'Algérino, Naza      | RJacks & Masta               | 3:28  |
| 9.  | À Marseille                        | L'Algérino            | Zak Cosmos, Shearty          | 3:24  |
| 10. | Feuille de compte                  | L'Algérino            | RJacks & Masta               | 2:18  |
| 11. | Mal barré                          | L'Algérino            | RJacks & Masta               | 3:33  |
| 12. | Vitamine                           | L'Algérino            | Fleetzy, Zak Cosmos          | 3:13  |
| 13. | Moona (feat. Tayna)                | L'Algérino, Tayna     | Cricket                      | 2:56  |
| 14. | Miroir                             | L'Algérino            | Koston                       | 3:23  |
| 15. | Yema (feat. Alonzo)                | L'Algérino, Alonzo    | Skalpovich                   | 5:02  |

| 16. | Mention Max                            | L'Algérino                  | Djaresma, DJ Mej                | 3:24 |
| 17. | La vida (feat. Soprano)                | L'Algérino, Soprano         | Kore, Aurélien Mazin, NASKID    | 2:50 |
| 18. | Il est où ?                            | L'Algérino                  | Noxious                         | 3:00 |
| 19. | Les princes de la nuit (feat. Sofiane) | L'Algérino, Sofiane         | Nassey on da Track, DJ La Meche | 3:17 |
| 20. | Moula Max (feat. Heuss l'Enfoiré)      | L'Algérino, Heuss l'Enfoiré | Fraasie                         | 3:33 |

## Clips vidéo
- Il est où ? : 26 mars 2019
- Mention Max : 8 juillet 2019
- Les princes de la nuit (feat. Sofiane) : 22 novembre 2019
- La vida (feat. Soprano) : 18 avril 2020
- Moula Max (feat. Heuss l'Enfoiré) : 2 juillet 2020
- Sapapaya (feat. SCH & Jul) : 14 mai 2021
- ALG 63 : 14 juin 2021
- Mal barré : 13 juillet 2021
- Excuse My French (feat. Franglish) : 15 septembre 2021

## Classements

### Classements hebdomadaires
| Classement (2021)            | Meilleure position |
| ---------------------------- | ------------------ |
| France (SNEP)                | 2                  |
| Belgique (Wallonie Ultratop) | 51                 |